# Cantharis gemina
Cantharis gemina es una especie de coleóptero de la familia Cantharidae.

## Distribución geográfica
Habita en Suiza.